# Ujedinjenje Crne Gore i Boke kotorske 1813.
Još od 1797. i propasti Mletačke Republike nastojao je Petar I. Petrović Njegoš, crnogorski državni i crkveni poglavar pripojiti Boku kotorsku i crnogorsko priobalje oko Budve. Petar je osvojio Budvu, no ubrzo se, pod inozemnim pritiskom, morao povući i prepustiti je Hrvatskoj pod Habsburzima.
Novi je pokušaj uslijedio 1806. kada se, na poziv Rusije, uključio u borbu protiv Napoleonovih trupa koje su bile prodrle i u Boku kotorsku. Ni ovoga puta nije bilo uspjeha jer su Crnogorci pretrpjeli poraz kod osmanskih utvrda u bokokotorskom zaleđu (Nikšić, Klobuk).
U rujnu 1813. godine, Petar je uništio francuske postrojbe u Boki kotorskoj, izuzev utvrde u Kotoru. Osvojio je Perast, Risan, Herceg Novi, nad kojima se zaviorio crnogorski Alaj-barjak, te stigao s crnogorsko-bokeljskim postrojbama podno Dubrovnika u kojem su se Francuzi utvrdili. U prosincu 1813. predala se i francuska posada u Kotoru.
Ujedinjenje Crne Gore i Boke proglašeno je 29. listopada 1813. godine u Dobroti, kod Kotora. Deklaraciju o ujedinjenju potpisalo je skupina pristaša ujedinjenja (Alviz Josipov Visković i drugi). Potpredsjednik privremene vlade koja je upravljala Crnom Gorom i Bokom bio je Alviz Josipov Visković.
No, Bečki kongres je 1814. – 1815. odlučio da se Boka kotorska nasilno priključi Dalmaciji, odnosno Austriji. Rusija nije bila suglasna sa zahtjevima Crne Gore i Boke kotorske da se narodna volja ispoštuje a ta država prizna. Čak je Rusija priprijetila Crnogorcima u slučaju da organiziraju oružanu obranu Boke kotorske, a ukinuta je i financijska pomoć Crnoj Gori.

## Zanimljivost
Tijekom crnogorsko-francuskih oružanih sukoba Napoleon se interesirao za Petra i Crnogorce. On je 28. siječnja 1808. godine, iznenađen vijestima o teškim borbama s crnogorskim postrojbama, pisao francuskom guverneru Dalmacije:
»Držite agenta uz crnogorskog vladiku i nastojte pridobiti toga čovjeka.«
Opet je Napoleon 9. veljače 1808. istim povodom pisao:
»Kako to da i nikada ne pišete o Crnogorcima? Ne treba biti krut; treba među njih ubaciti agente radi pridobijanja prvaka te zemlje.«

## Epilog
Boka kotorska ostaje dijelom Kraljevine Dalmacije do 1918. ujedinjenja s kraljevinom Srbijom, da bi ju Italija anektirala 1941., a od 1945. Boka kotorska je pripojena Crnoj Gori.

## Vanjske poveznice
- Akademik Branko Pavićević, "Ujedinjenje Crne Gore i Boke kotorske 1813. - 1814." (crn.)
- Portal analitika.me – Miroslav Ćosović: "Zašto se odćutalo 200 godina ujedinjenja Crne Gore i Boke"  Arhivirana inačica izvorne stranice od 19. travnja 2015. (Wayback Machine) (crn.)